# Рідний край (журнал)
«Рідний Край» — український громадсько-політично-економічний та літературно-науковий, а також популярно-освітній часопис. Виходив у 1905—1907 р.р. — у Полтаві, з кінця 1907—1914 р.р. — у Києві, у 1915—1916 р.р. — у Гадячі. Від 1908 року — із місячним додатком для дітей «Молода Громада»).

## Історія
Перше число часопису вийшло 24 листопада 1905 у Полтаві коштом місцевої громади. Започаткували журнал український діяч, адвокат Микола Дмитрієв і Григорій Коваленко.
Перший видавець Григорій Маркевич. Він входив до його редколегії разом із Панасом Мирним, Григорієм Коваленком, Миколою Дмитрієвим та іншими.
1906 року на запрошення М. А. Дмитрієва до редколегії журналу увійшла Олена Пчілка, а від березня 1907 року вона була його редактором-видавцем.
Адреса редакції у Полтаві — бульвар Котляревського (колишня вул. Протопопівська № 41, 1907 р.).
Після виходу шістнадцятого номера за 1907 рік через неблагонадійність М. Дмитрієва видання було заборонене полтавською адміністрацією.
З 20 листопада 1907 по 31 липня 1914 років видання виходило в Києві під редагуванням Олени Пчілки.
Був одним з найпомітніших українських періодичних видань Наддніпрянщини міжреволюційного періоду, мав наклад близько 800 примірників. До 1909 року виходив щотижня, від 1910 року тричі на місяць, а від 1913 року неперіодично.
Часопис, як зауважує науковець Ніна Степаненко 
| … нині є одним із надійних, об’єктивних джерел вивчення нелегких шляхів розвою історії українського народу, його визвольних змагань, націєтворчих прагнень, шляхів формування українського красного письменства, місця й ролі в ньому визнаних і менш відомих поетів, прозаїків, драматургів, перекладачів, його зв’язку зі світовим літературним процесом, шляхів становлення української літературної мови, уходження її в освітню галузь і всі інші царини буття |
В 1914 році в номерах з I по VI у журналі вперше надрукована вже після смерті Лесі Українки її драматична поема «Бояриня».
1908—1914 р.р. до «Рідного краю» виходив додаток «Молода Україна».
У 1915—1916 р.р. через заборону українських видань «Рідний край» виходив російською мовою.
Попри цензурні утиски, «Рідний край» проіснував 10 років.

## Вміст журналу
«Рідний край» друкувався фонетичним правописом, 1915—1916  р.р. — ярижкою.
«Рідний край» приділяв чимало уваги історії, етнографії, народній творчості, питанням розвитку української мови і літератури, а також інформував про суспільно-політичне і культурне життя.
За редагування часопису Оленою Пчілкою «Рідний Край» почав звертатися до єврейської тематики: взаємин української та єврейської громад на місцях, ставлення до єврейства різних груп тодішньої української провідної верстви і навпаки — єврейських лідерів до українства, поглядів на економічну діяльність єврейської меншини, власного бачення єврейського питання як в Російській імперії, так і на всіх етнічних українських землях. Публікації журналу є цінним джерелом вивчення історичної ретроспективи українсько-єврейських взаємин.

## Автори
В журналі публікували свої твори Христина Алчевська, Віктор Андрієвський, Дмитро Дорошенко, Пилип Капельгородський, Адріан Кащенко, Олекса Коваленко, Панас Мирний, Іван Нечуй-Левицький, Пилип Немоловський (під псевдонімом Ф. Немо), Олександр Олесь, Лев Падалка, Леонід Пахаревський, Опанас Сластіон, Павло Тичина, Леся Українка, Григорій Шерстюк, Дмитро Яворницький та інші.

## Відродження журналу в незалежній Україні
У 1999 році журнал відроджений Полтавським педагогічним університетом як альманах, що виходить двічі на рік. В альманасі досліджуються проблеми літературознавства, мовознавства, мистецтвознавства, історії України, краєзнавства; публікуються твори сучасних українських письменників; презентуються центри і
видатні діячі національної культури; друкується публіцистика на теми суспільно-громадського життя України, огляди і рецензування нових видань. ISSN 2075-1222